# Fg (Unix)
fg é um comando de controle de trabalho do Unix e sistemas operacionais Unix-like que continua a execução de um processo suspenso por trazê-lo para o primeiro plano e, portanto, redirecionando seus fluxos de entrada e de saída padrão para o terminal do usuário. fg é necessária a ser incluída num sistema operacional, a fim de que ele seja compatível com padrão POSIX.